# آب‌سنگ حلقوی موریلو
موریلو یک روستا، آب‌سنگ حلقوی، و منطقه شهرداری در ایالت چوک، ایالات فدرال میکرونزی است.
موریلو در ۹ کیلومتر (۵٫۶ مایل) شمال خاور نوم‌وین و ۱۰۱ کیلومتر (۶۳ مایل) شمال شمال خاور تالاب چوک قرار دارد. جمعیت آن بیش از ۱۰۰۰ نفر است. موریلو به همراه نوم‌وین، گروه جزایر هال را تشکیل می‌دهند. گاهی آب‌سنگ حلقوی فایو نیز بخشی از این گروه دسته‌بندی می‌شود.

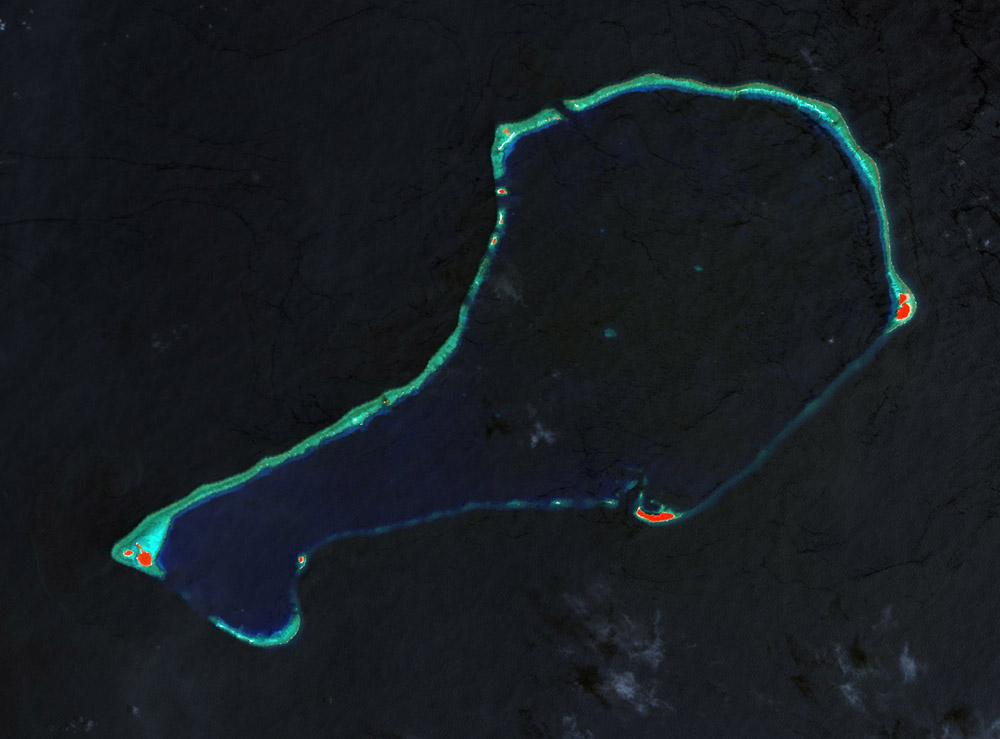
آب‌سنگ حلقوی موریلو از دید ماهواره اداره کل ملی هوانوردی و فضا (ناسا)